# Чёрный прыгун
Чёрный прыгун (лат. Plecturocebus cinerascens) — вид приматов из семейства саковых. В 2016 году согласно молекулярно-генетическим исследованиям Byrne с коллегами перенесли вид из рода Callicebus в род Plecturocebus.

## Поведение
Населяет тропические дождевые леса Амазонии. В рационе фрукты, листья, насекомые и семена. Образует небольшие группы, в составе которых взрослые самец и самка, а также их потомство. Моногамен.

## Распространение
Эндемик Бразилии. Встречается в дождевых лесах к югу от Амазонки.